# ماري بيل كينغ شيرمان
ماري بيل كينغ شيرمان (بالإنجليزية: Mary Belle King Sherman)‏ هي محافظة على الطبيعة أمريكية، ولدت في 11 ديسمبر 1862، وتوفيت في 15 يناير 1935.